# La Jolla
La Jolla es un distrito de la ciudad de San Diego, California, Estados Unidos, situado a orillas del Pacífico. La población, de unos 40.000 habitantes, es muy imprecisa, debido a que los límites de la comunidad no están claramente establecidos.
Generalmente los límites de la comunidad empiezan al sur en Pacific Beach a lo largo de la costa del océano Pacífico hasta el extremo norte de Reserva Torrey Pines en Del Mar. La Jolla está compuesta por barrios como Bird Rock, Windansea, la original o la "vieja" villa de La Jolla, La Jolla Shores, La Jolla Farms, Torrey Pines, Monte Soledad y La Jolla Village (incluyendo a La Jolla Village Square).
La Interestatal 5 forma parte de los límites de La Jolla hacia el este, con la excepción de algunas propiedades privadas como la Universidad de California, San Diego (UCSD) y algunas propiedades privadas hacia el este desde la I-5 al norte de La Jolla Village Drive, en la cual también es considerada (en la definición más amplia) parte de La Jolla. (Más específicamente, la ciudad de San Diego define a La Jolla como los límites orientales de la antigua Highway US 101, en la cual ahora es Gilman Drive, excluyendo a UCSD, y los límites septentrionales del extremo sur y el campo de Golf de Torrey Pines. Otros definen a la Jolla como solo el código postal de 92037.)
En el Torrey Pines Golf Course se disputa desde 1968 el Abierto de San Diego, un torneo de golf del PGA Tour.

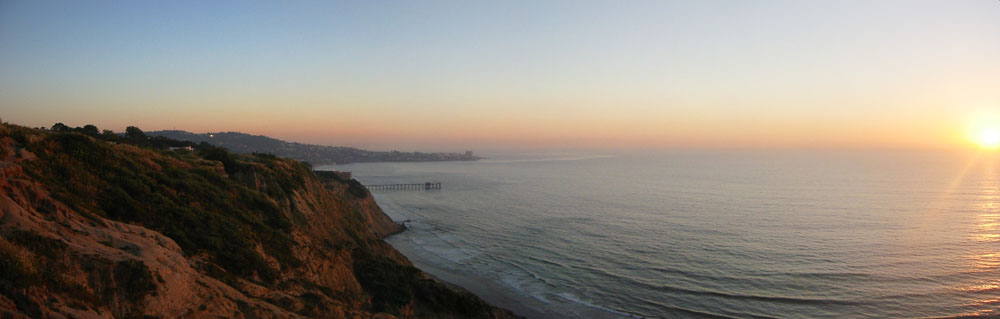
Vista panorámica de La Jolla.

## Identidad

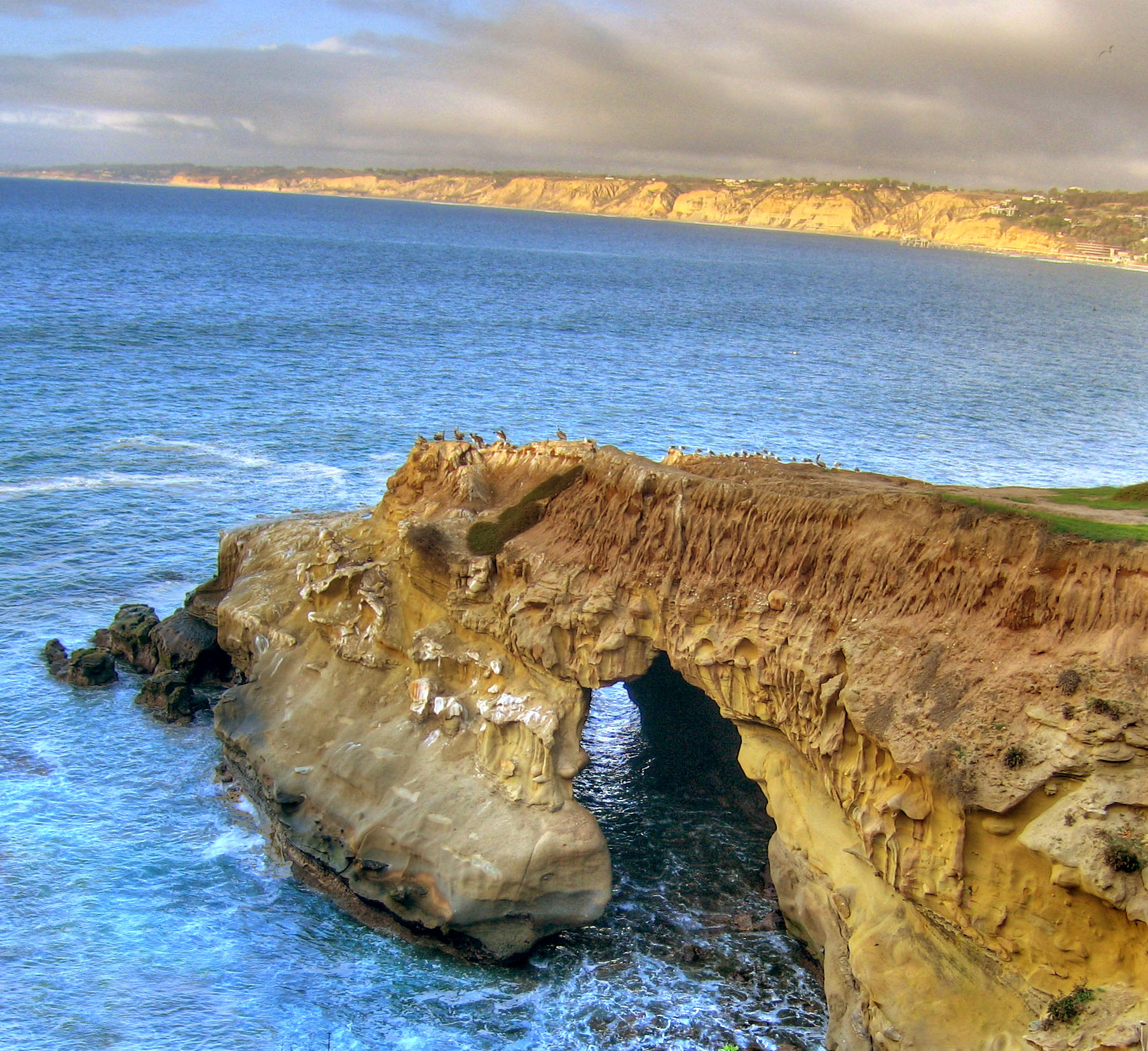
Una cueva marina en la costa de La Jolla.

Los residentes de La Jolla y dueños de negocios prefieren llamarla simplemente como la "ciudad", "villa," o el "pueblo" de La Jolla. El nombre deriva de la llegada de los españoles. El Servicio Postal de los Estados Unidos ha designado a "La Jolla" como el único nombre aceptable del lugar para el uso del código postal del área, porque históricamente el servicio postal de La Jolla había sido establecida antes de que la comunidad fuese absorbida en los límites de la ciudad de San Diego. A pesar de tener su propio nombre para usarse en las direcciones postales, muchas personas creen que La Jolla es una ciudad incorporada, pero en realidad forma parte de la ciudad de San Diego.
La Jolla tiene varios grupos comunitarios en la cual trabajan para unificar la voz de la comunidad. La Asociación Planificadora de la Comunidad de La Jolla asesora a la municipalidad de la ciudad, Municipalidad MCity, Comisión de Planeamiento, Departamento de Planeamiento de la Ciudad al igual que otras agencias gubernamentales en las preparaciones iniciales, adopción de, implementación de, o enmiendas en general o los Planes Comunitarios que pertenecen al área de Jolla. La organización sin fines lucrativos de la Municipalidad de La Jolla representa los intereses de los negocios de La Jolla que pertenecen a la municipalidad.

## Barrios

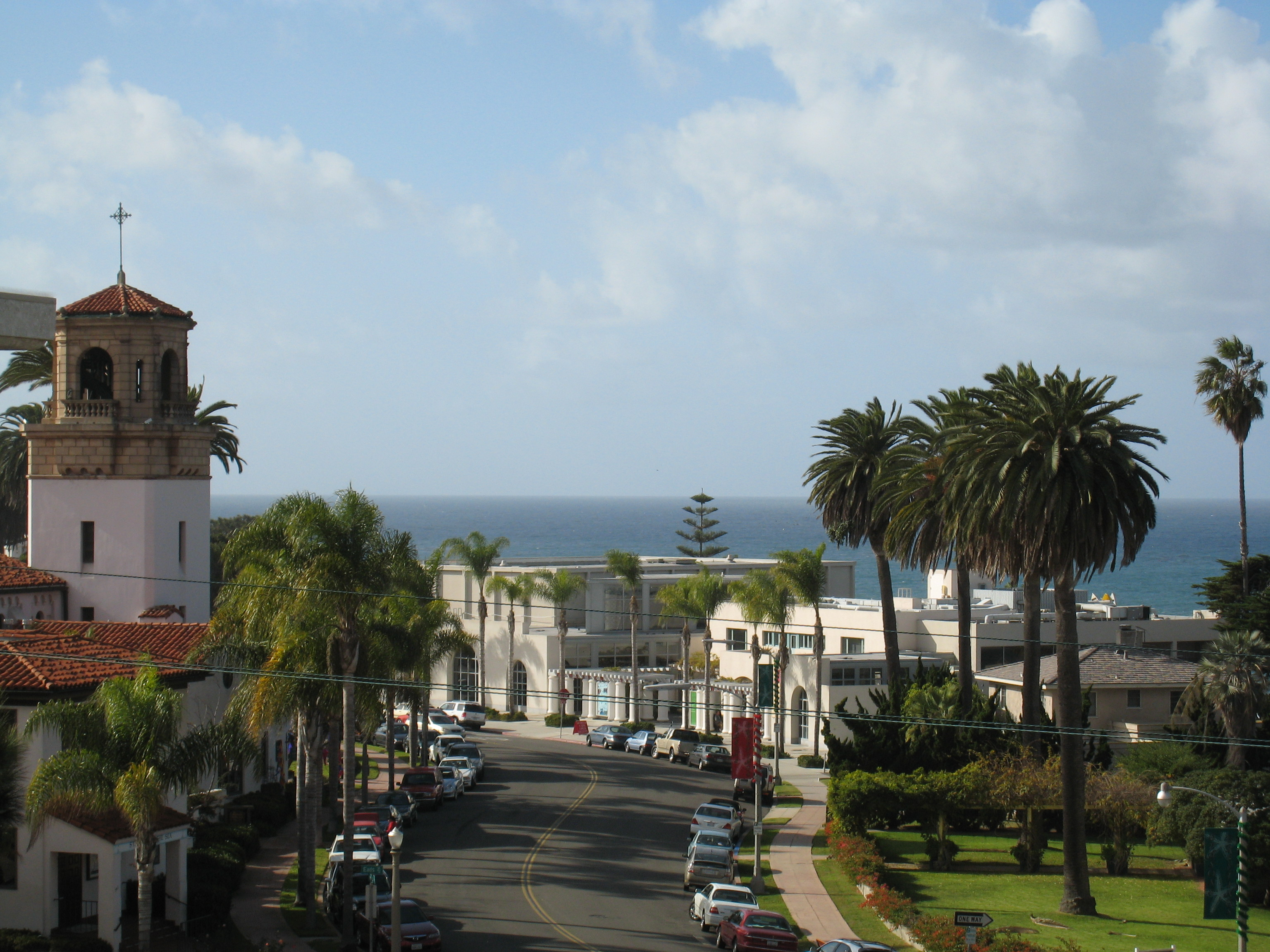
Prospect Street frente al Museo de Arte Contemporáneo, Jolla.

- La Jolla Farms - un barrio con casas encima de los acantilados arriba de Black Beach y contiguo a los límites occidentales del campus de UCSD.
- La Jolla Shores - un área residencial y sede del campus de Institución de Oceanografía de Scripps a lo largo de las costas de La Jolla. El barrio también incluye un distrito de tiendas y restaurantes a lo largo de la Avenida de la Playa.
- La Jolla Heights - un residencial con vista a La Jolla Shores, aunque el área no cuenta con negocios.
- Hidden Valley - parte inferior del Monte Soledad en la cuesta norte. El área no cuenta con negocios.
- Country Club - Parte inferior del Monte Soledad en la parte norte-oeste, incluyendo a La Jolla Country Club golf course.
- Village - a.k.a. Village of La Jolla (no confundirse con La Jolla Village) es el distrito del "centro" de negocios, incluyendo a la mayoría de los restaurantes y tiendas de La Jolla, y áreas residenciales.
- Beach-Barber Tract - la sección litoral de Windansea Beach hacia la Village. El área cuenta con algunas tiendas y restaurantes, la mayoría de ellas localizadas en La Jolla Blvd.
- Lower Hermosa - franja litoral al sur de Beach-Barber Tract. El área no cuenta con negocios.
- Bird Rock - Litoral sur de La Jolla, y en el área de la cuesta abajo del Mt Soledad. El barrio cuenta con tiendas y restaurantes a lo largo de La Jolla Blvd.
- Muirlands - es un área relativamente larga en la cuesta central al oeste del Monte Soledad. El área no cuenta con negocios.
- La Jolla Mesa - una franja en la parte inferior sur del Mt. Soledad, limitando con Pacific Beach.
- La Jolla Alta - El barrio al este de La Jolla Mesa.
- Soledad South - localizado en la bajada sur del monte Soledad, hasta casi la punta del monte, y al este de La Jolla Alta.
- Muirlands West - El barrio entre Muirlands hacia el sur, y Country Club - hacia el norte.
- Upper Hermosa - Norte de Bird Rock, este de la Jolla Blvd.
- La Jolla Village - (no confundirse con Village of La Jolla) - noreste de La Jolla, este de La Jolla Heights, norte y sur de la I-5, y al sur de la UCSD. El nombre coloquial de este barrio, el centro comercial de compras y residencial incluyendo a dos teatros de cine están aquí.
- La Jolla Boulevard -

Los nombres de The Village (de La Jolla) y La Jolla Village no son las mismas; son barrios distintos dentro de La Jolla.

## Educación
La Universidad de California, San Diego (incluyendo a Institución de Oceanografía Scripps y Centro de Supercomputadoras de San Diego) es el centro de alta educación en La Jolla. La Universidad Nacional también tiene su campus principal en La Jolla. Entre otros centros de investigaciones cerca de UCSD y en las cercanías de Torrey Pines Science Park están el Instituto de Investigaciones Scripps, el Instituto Burnham (antes conocido como la Fundación de Investigaciones del Cáncer La Jolla) y el Instituto Salk. Las preparatorias comunitarias son La Jolla Country Day School, The Bishop's School y The Preuss School UCSD. Las escuelas elementales son The Children's School, Integral Elementary School of La Jolla, Delphi Academy, All Hallows Academy, Evans, Torrey Pines Elementary, La Jolla Elementary, and Bird Rock Elementary. La escuela pública de La Jolla High School, está en el distrito de las Escuelas de la Ciudad de San Diego.

## Paisaje

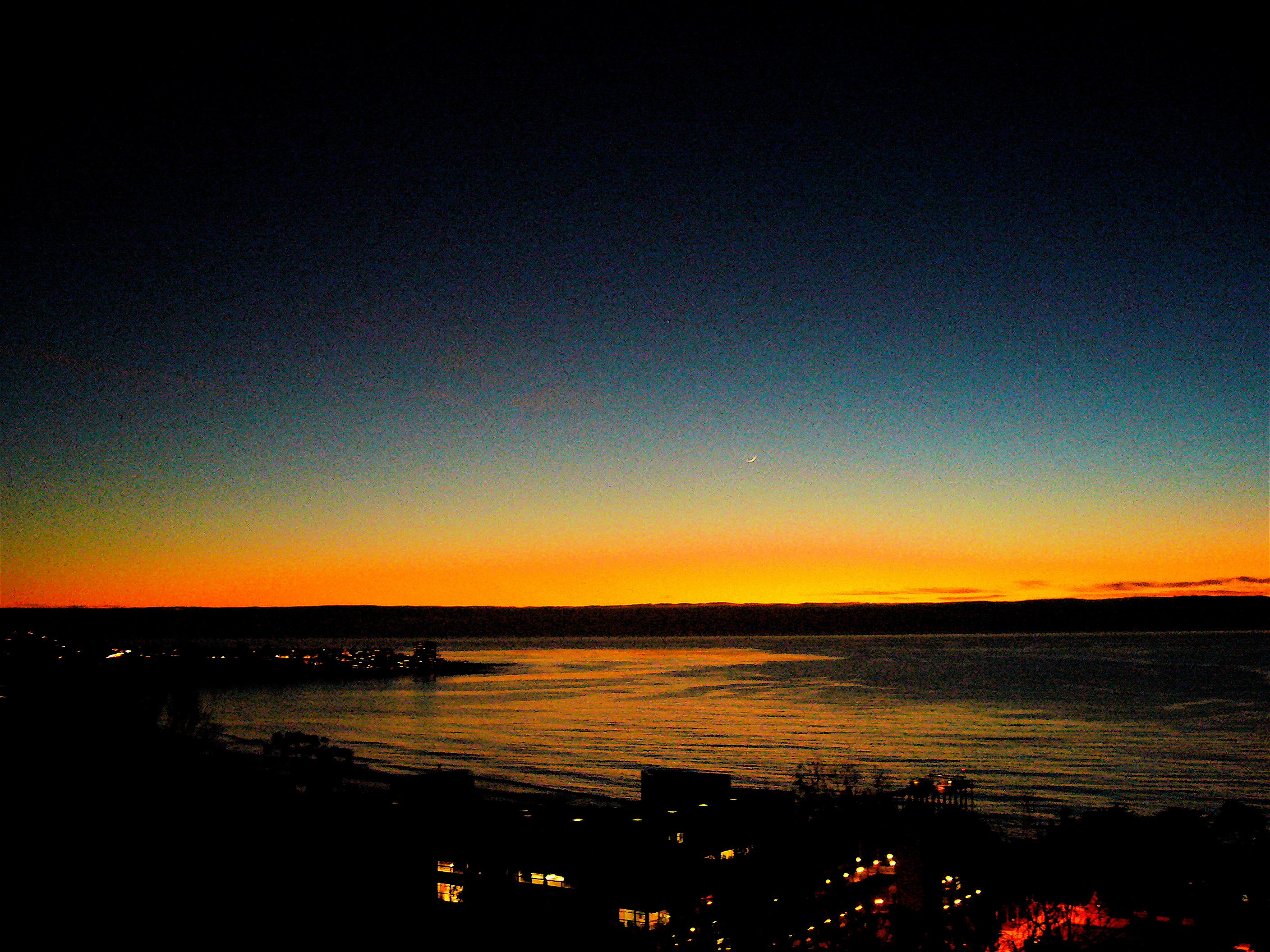
Ocaso en La Jolla.

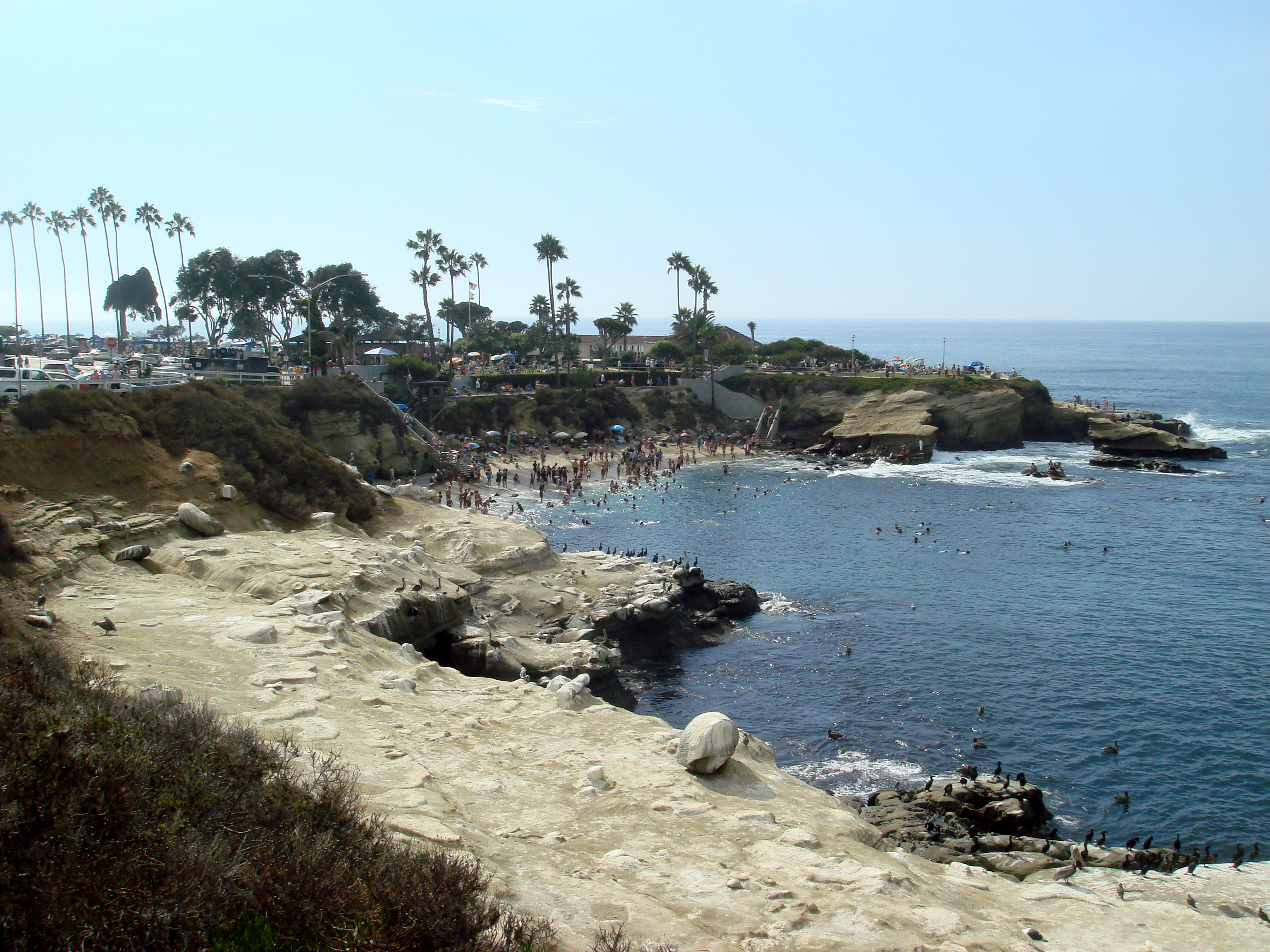
Cava La Jolla.

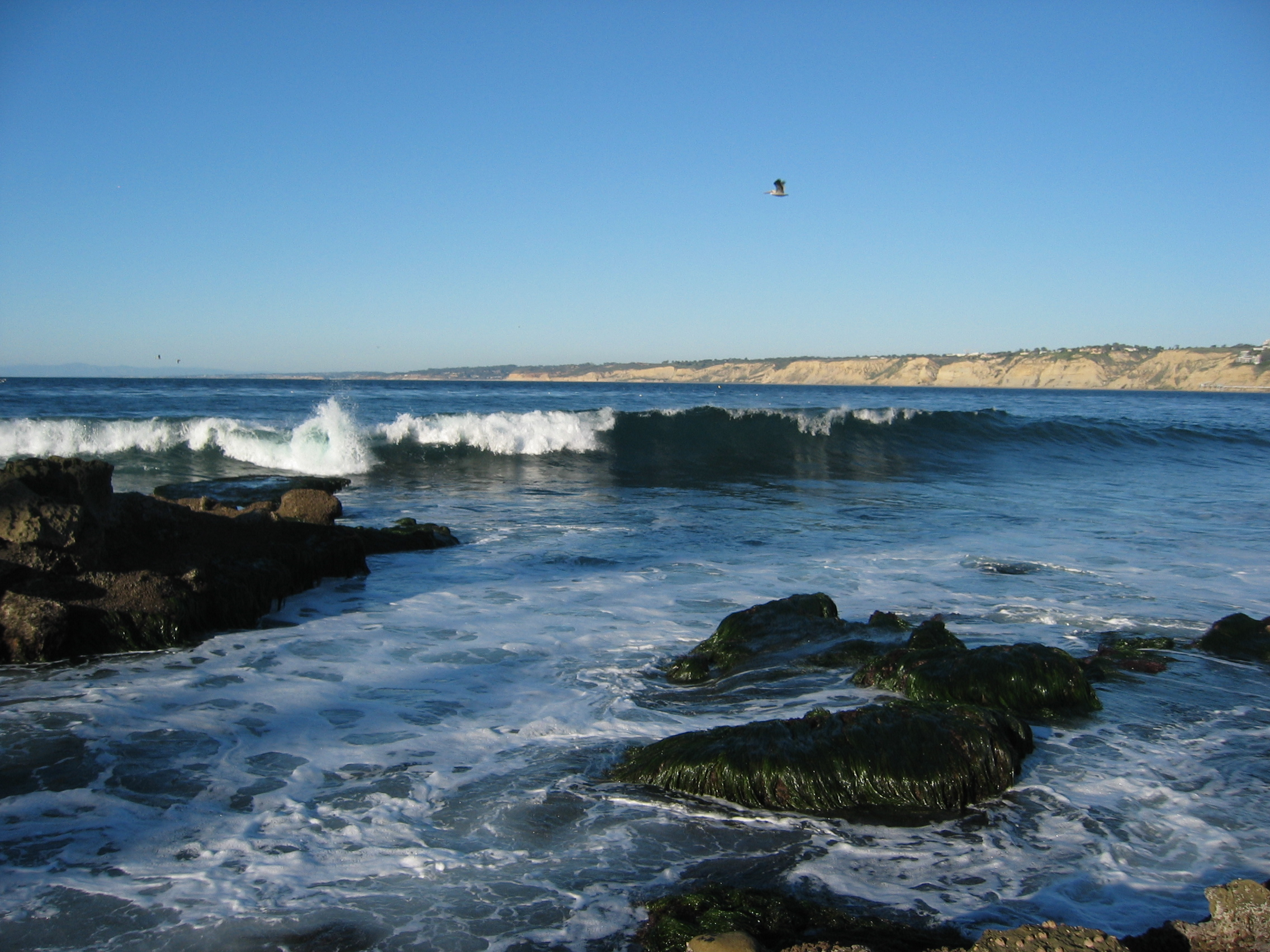
Vista desde Cava La Jolla hacia la costa norte del Condado de San Diego

La Jolla, como la mayoría del Sur de California, es un área con bellezas naturales y mixta en geología con playas arenosas y costas rocosas con una buena variedad de actividades al aire libre.

### Playas

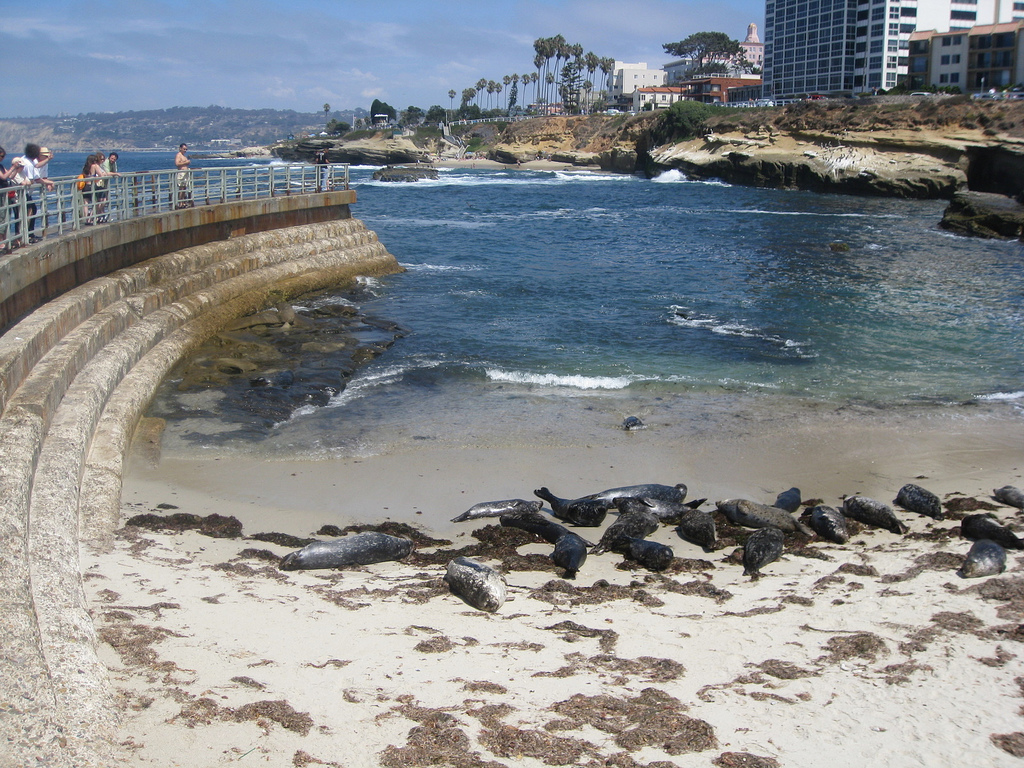
La Piscina Natural de los Niños, La Jolla

Los puntos geográficos más importantes de La Jolla es al estar frente al océano, donde los residentes y visitantes puede disfrutar desde playas pedregosas a playas arenosas y los residentes pueden de disfrutar de las congregaciones de leones marinos. Las playas arenosas más populares de norte a sur son:
- Children's Pool Beach
- La Jolla Cove
- La Jolla Beach and Tennis property
- La Jolla Shores
- Scripps
- Black's Beach (con dirección a Torrey Pines State Reserve)
- Windansea Beach

### Monte Soledad
El Monte Soledad está cubierto con calles angostas que pasan por el contorno de cientos de casas con vista al océano. Aquí se halla la gran Cruz del Monte Soledad construida en 1954, después designado como un Memorial de la guerra de Corea, en la cual se convirtió en una controversia debido al símbolo mostrado en una propiedad religiosa.

### Desarrollo
El paisaje de hoy de La Jolla está formado por sus grandes desarrollos que ha tenido en los últimos años. Con calles con palmeras, con comunidades con mansiones y residenciales privadas, La Jolla se ha convertido en una de las zonas más exclusivas y caras en San Diego, y hogar de muchos millonarios.

## Origen
El área de La Jolla era conocida como “La Jolla Park”. El origen del topónimo es español y procede del sustantivo “joya”.

## Residentes famosos
- Shane Harper es un actor, cantautor, bailarín interpretó al personaje Spencer Whals en la comedia adolescente de Disney Channel Good Luck Charlie
- World Wrestling Entertainment (WWE) Superestrella Rey Mysterio
- Dimitri Vegas & Like Mike Famoso dúo de Djs/Productores belgas. Viven en La Jolla desde el año 2014 cada uno en una mansión.
- Actores Gregory Peck, Cliff Robertson y Raquel Welch también viven o vivieron en La Jolla, y también el músico Michael Franks y la familia Hearst.
- Las actrices The O.C. de Autumn Reeser nació en La Jolla y vivió aquí hasta los 17 años.
- Experto financiero Ivan Boesky vivió en La Jolla por mucho tiempo.
- El ejecutivo de béisbol Buzzie Bavasi vivió aquí hasta 1968 cuando se mudó a Los Angeles Dodgers para fundar los Padres de San Diego.
- Robin Wright se graduó de La Jolla High School.
- Mitt Romney, ex gobernador de Massachusetts, tiene una casa vacacional.
- El productor de cine Sun Min Park se graduó de La Jolla High School.
- Conrad Riggs, Productor ejecutivo de Survivor y The Apprentice y atendió en La Jolla High School.
- Exproductor ejecutivo de MGM, Jeff Kleeman nació en La Jolla.
- Trip Hawkins, fundador de Electronic Arts nació en La Jolla.
- Film Executive Donald Deline nació en La Jolla
- Gore Verbinski, director de los Piratas del Caribe nació en La Jolla.
- El ganador de un Premio Nobel Clive Granger vive en La Jolla.
- Famoso inversor Benjamin Graham vivió en La Jolla a final de su vida.
- Comentarista deportivo Dick Enberg vive en La Jolla.
- Rolf Benirschke, un jugador de la NFL, se graduó de la high school en La Jolla.
- NFL mariscal de campo Doug Flutie vive en La Jolla.
- Novelista Anne Rice, autora de Entrevista con el vampiro, se movió a La Jolla desde el área de Nueva Orleans en marzo de 2005.[7]
- Guitarrista de Rock Robin Crosby y Warren DeMartini de la banda de metal Ratt atendió la high school en La Jolla
- Hasta hace poco, Deepak Chopra opera su el Centro "Center for Well Being" en La Jolla.
- Kary Mullis, un bioquímico y surfeador de La Jolla, inventó el RCP (Reacción en cadena de la polimerasa), un método empleado en ingeniería genética y ciencia forense, en la cual él ganó el Premio Nobel.
- Fundador de Gateway, Inc. Ted Waitt construyó una casa en Mount Soledad donde vive con su familia.
- Armi Kuusela, ganadora del primer certamen de Miss Universo, en 1952, vive en La Jolla con su esposo, Albert Williams.
- Muchos de los 400 estadounidenses más ricos de Forbes viven en La Jolla, incluyendo a Irwin and Joan Jacobs, Margaret Anne Cargill, David C. Copley y Audrey Geisel (viuda de Theodor Geisel/Dr. Seuss)
- Theodor Geisel, también conocido como Dr. Seuss, fue un residente por mucho tiempo en La Jolla, y murió ahí en 1991. A diferencia de otras celebridades, su dirección y número telefónico aparecía en la guía telefónica. Lleva su nombre la Biblioteca Geisel en la Universidad de California en San Diego.
- Ellen Browning Scripps, filatrompista, fundadora de Scripps Institute of Oceanography y Scripps College
- Pintor Richard Allen Morris ha estado viviendo en La Jolla por veinte años.
- Carl Rogers, eminente psicólogo estadounidense.
- George Gigov, un alto diplomático de las Naciones Unidas; un general de tres estrellas de la (US Navy, Ret.) y exdirector ejecutivo de Boeing Co.
- David Hall, gobernador de Oklahoma desde 1971-1975, se mudó a La Jolla después de servir 19 meses en la prisión federal por extorsión y chantaje, en la que se convirtió en un alto ejecutivo de ventas.
- Sam Hinton, cantante de folcklor estadounidense y bióloga marina.
- Raymond Chandler, un novelista influyente, se mudó a La Jolla a finales de su carrera. Él murió ahí 13 años después, pero no antes después de caer en una desolación aforismo después enviciado de La Jolla, "Un buen lugar — para personas mayores y sus padres."
- Geoffrey Burbidge y Margaret Burbidge, famoso astrónomo que aún sigue en la UCSD después de muchos años, reside cerca de las costas de La Jolla.
- Francis Crick, el Nobel laureate en la que estaba entre los que identificaron la estructura del ADN, fue un residente por mucho tiempo en La Jolla.
- Oceanógrafo famoso Walter Munk vive en La Jolla.
- Joel Skinner, exgerente y actual entrenador de 3.ª base de los Cleveland Indians, nació en La Jolla.
- Ken Rockwell, un fotógrafo y escritor tiene una casa en La Jolla.
- James Maslow, Cantante/Actor integrante de Big Time Rush se crio en La Jolla y estudió en la escuela primaria La Jolla.
- Carlos Blanco Aguinaga, Escritor y crítico literario. Nació en Irún (España), nacionalizado mexicano, desempeñó la docencia en diversas universidades de Estados Unidos, México y España. Autor de numerosos ensayos y obras de ficción. Está reconocido como un teórico de la historia social de la literatura. Falleció en La Jolla el 11 de septiembre de 2013. La Biblioteca Municipal de Irún lleva su nombre.